# Malajsijský ringgit
Malajsijský ringgit je zákonné platidlo Malajsie. Jeho ISO 4217 kód je MYR. Jedna setina malajského ringgitu se nazývá sen.
Výraz ringgit, což je v překladu zoubkovaný, označení španělského osmirealu (real de ocho, v angličtině nazývaný Spanish dollar), který má lehce zubaté okraje, hojně používaného v oblasti v 16. a 17. století, je v malajštině slovním ekvivalentem pro slovo dolar.

## Historie měny
Mezi roky 1952 a 1967 byl měnou dnešních států Malajsie, Brunej a Singapur dolar Malajska a Britského severního Bornea, který vydával Měnový výbor pro Malajsko a Britské severní Borneo.
V roce 1967 se začaly používat tři nové měny, které vycházely z původní v poměru 1:1 – malajsijský ringgit, singapurský dolar a brunejský dolar, které byly k sobě ekvivalentní (malajsijský ringgit existoval už od roku 1963, ale byl v pozadí za dolarem Malajska a Britského severního Bornea, který byl stále v oběhu). Navíc všechny státy podepsaly dohodu o směnitelnosti měn, ve které se zavázaly k tomu, že měna jednoho státu bude přijímána ve zbylých dvou bez poplatků. V podstatě tím vytvořily měnovou unii. Malajsie v roce 1973 od této dohody odstoupila, Brunej a Singapur však mají své měny dodnes svázané a lze tak platit brunejskými bankovkami a mincemi v Singapuru a naopak.

## Mince a bankovky
Mince v oběhu mají nominální hodnoty 1, 5, 10, 20 a 50 senů.
Bankovky jsou tištěny v hodnotách 1, 2, 5, 10, 50 a 100 ringgitů.

## Hodnota a vývoj
V roce 1967 byl směnný kurs amerického dolaru 3,06 ringgitů a na této úrovni se pohyboval až do zrušení Brettonwoodských dohod v roce 1971. Poté ringgit s výkyvy posiloval z kursu 2,86 za dolar až na 2,08 v roce 1982. Poté s mírnými fluktuacemi klesal ke kursu 2,50, ale v důsledku asijské finanční krize se v roce 1997 propadl až na zhruba 4,5 ringgitu za dolar. Poté se zotavil a v letech 2011 až 2014 jeho kurs fluktuoval okolo kursu 3 ringgity za dolar. Od druhé poloviny desátých let klesá a na začátku roku 2024 byl kurs 4,6 ringgitu za dolar.